# Pokémon Ruby en Sapphire
Pokémon Ruby en Sapphire (Robijn en Saffier) zijn computerrollenspellen uitgebracht in 2002 door Nintendo en gemaakt door Game Freak voor op de Game Boy Advance. Pokémon Emerald, een speciale editie, werd twee jaar later in elke regio vrijgegeven. Deze drie games (Pokémon Ruby, Sapphire en Emerald), samen met Pokémon FireRed en LeafGreen, vormen de derde generatie van de Pokémon video game serie, ook bekend als de "advanced generation".
De spellen spelen ze zich af in de regio Hoenn.
Pokémon Ruby en Sapphire zijn later hermaakt voor de Nintendo 3DS met de naam: Pokémon Omega Ruby en Alpha Sapphire, uitgebracht in 2014.

## Nieuwe functies
- twee-tegen-tweegevechten
- 135 nieuwe Pokémon
- Nintendo e-Reader-ondersteuning
- Pokébloks
- Team Aqua en Team Magma vervangen Team Rocket

## Verschillen
- Pokémon Ruby - Latias op Southern Island beschikbaar en Latios in het wild in Hoenn.
- Pokémon Sapphire - Latios op Southern Island en Latias in het wild in Hoenn.
- Pokémon Ruby - Groudon als een legendarische Pokémon.
- Pokemon Sapphire - Kyogre als een legendarische Pokémon.

Ook zijn verschillende Pokémon alleen in Ruby te vangen en anderen alleen in Sapphire.

## Eon Ticket
Een Eon Ticket is een Nintendo-promotiekaartje dat is bestemd voor de Game Boy Advance spellen Pokémon Ruby en Pokémon Sapphire. Het geeft de speler toegang tot Southern Island om Latias of Latios te vangen afhankelijk van hun spelversie. In Sapphire is Latios te vinden op Southern Island en in Ruby is Latias vinden op Southern Island.

### Actie van Fox Kids
In het jaar 2003-2004 heeft Fox Kids Nederland een actie gehad waarbij de spelers hun Gameboyspel van Pokémon konden opsturen. Diegenen die hun spel opstuurden naar Fox Kids, kregen 100 Eon Tickets. De overige konden ze aan hun vrienden uitdelen omdat je maar 1 ticket nodig hebt door middel van 'record mixing'.